# Амару (поет)
Амару (VIII ст. ) — індійський поет, що складав вірші санскритом, один з засновників поетичної мініатюри.

## Життя та творчість
Переважна більшість дослідників вважають батьківщиною Амару Кашмір. Разом з тим за деякими гипотезами Амару — це псевдоним філософа Шанкара.
Усі вірші Амару увійшли до збірки «Сто строф Амару» («Амарушатака»), що містить літературні мініатюри, присвячені коханю. В них Амару емоційно і виразно описує нескінченні зміни настроїв закоханих. Лірика цього поета відрізняється витонченістю стилю і мови. Його творчість мала вплив на розвиток індійської ліричної поезії.